# Salix sericea
Salix sericea — вид квіткових рослин із родини вербових (Salicaceae).

## Морфологічна характеристика
Рослини іноді утворюють клони шляхом дроблення стебла. Гілки (дуже крихкі біля основи), сіро-коричневі або фіолетові, не сизі, запушені чи голі; гілочки червоно-бурі, фіолетові чи плямисто-жовто-бурі, рідко чи густо оксамитові. Листки на ніжках 3.5–12(21) мм; найбільша листкова пластина вузько видовжена чи вузько еліптична; краї плоскі, зубчасті чи пилчасті; верхівка гостра, загострена чи опукла; абаксіальна (низ) поверхня сірувата (іноді прикрита волосками), густо коротка шовковиста; адаксіальна поверхня тьмяна, рідко запушена до майже голої; молода пластинка червонувато- чи жовтувато-зелена, дуже густо коротко-шовковиста абаксіально, волоски білі, іноді також залозисті. Сережки квітнуть під час або безпосередньо перед появою листя: тичинкові 13.5–40 × 4–9 мм, маточкові 18–43 × 5–12 мм. Коробочка 2.5–4 мм. Цвітіння: початок березня — початок червня.

## Середовище проживання
Канада (Квебек, Нова Шотландія, Нью-Брансвік); США (Вісконсин, Західна Вірджинія, Вірджинія, Вермонт, Теннессі, Південна Кароліна, Род-Айленд, Пенсільванія, Огайо, Індіана, Іллінойс, Джорджія, Округ Колумбія, Делавер, Коннектикут, Арканзас, Алабама, Айова, Кентуккі, Мен, Мериленд, Массачусетс, Мічиган, Міннесота, Міссурі, Нью-Гемпшир, Нью-Джерсі, Нью-Йорк, Північна Кароліна). Населяє вологі, заболочені береги, піщані тераси, уступи вздовж струмків, низькі ліси, осокові луки, кислі болота, відкриті просочування, кам'янисті, мулисті, піщані або торф'янисті субстрати, можливо, також на серпантинових ґрунтах; 5–1300 метрів.

## Використання
Рослина збирається з дикої природи для місцевого використання як ліки.